# Landesstraße
Landesstraßen (in Bayern und Sachsen Staatsstraßen genannt) sind eine Straßenkategorie in Deutschland, Österreich und Italien (Südtirol), deren Straßenbaulast im Regelfall das jeweilige deutsche oder österreichische Land (Bundesland) beziehungsweise die jeweilige italienische Provinz zu tragen hat.
Es handelt sich dabei in der Regel um Straßen, deren Einzugsbereich in Deutschland über das Gebiet eines Landkreises oder einer kreisfreien Stadt, in Österreich über eine politische Gemeinde hinausgeht.
In der Schweiz heißen vergleichbare Straßen Kantonsstrassen. Im Fürstentum Liechtenstein sind Landstraßen speziell Straßen, deren Baulast beim Staat Liechtenstein liegt, also durchwegs ebenfalls die überörtlichen Straßen.

## Deutschland

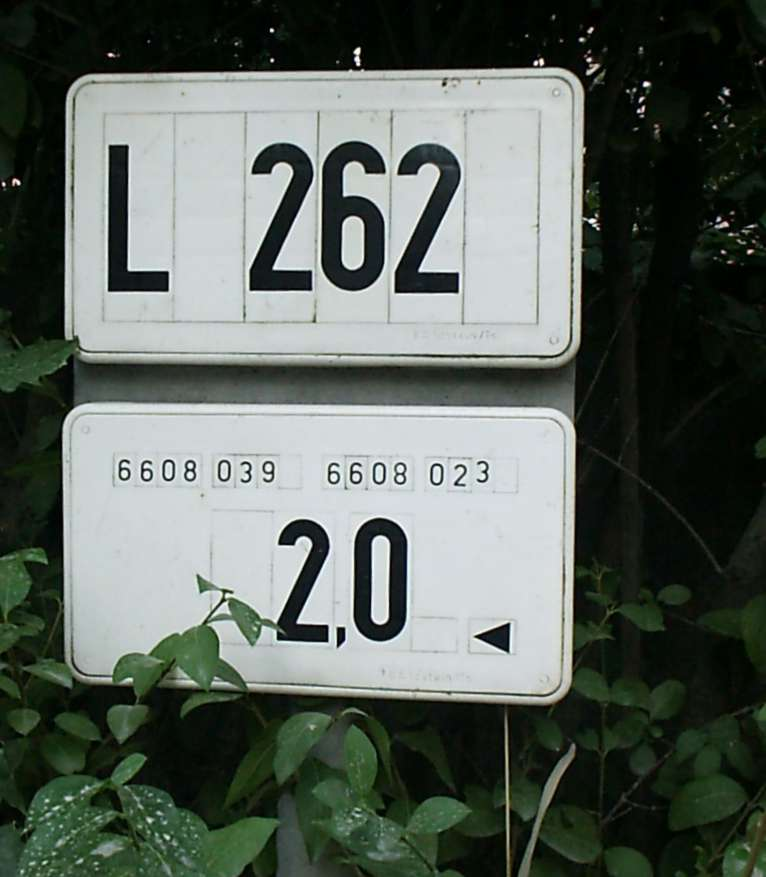
Stationszeichen bei Kilometer 2,0 an der L 262 in Landsweiler-Reden (Saarland) (Landesstraße 2. Ordnung, entspricht den Kreisstraßen in anderen Ländern)

Eine Landesstraße ist niederrangiger als eine Bundesstraße, aber höher als eine Kreisstraße eingestuft. Die Kategorisierung als Landesstraße wird durch eine Widmung vollzogen. In Bayern und Sachsen werden Landesstraßen abweichend als Staatsstraßen bezeichnet. Die Landesstraßen entstanden in der Bundesrepublik Deutschland um 1960, als die Landstraßen I. Ordnung, die 1934 im Deutschen Reich eingeführt worden waren, von den Ländern in Landesstraßen umgewandelt wurden.

### Bezeichnung
Die Kurzbezeichnung einer Landesstraße besteht aus dem vorangestellten Großbuchstaben L und einer fortlaufenden Nummer (beispielsweise L 83, L 262 oder L 3190). Die Staatsstraßen in Sachsen werden entsprechend mit dem Großbuchstaben S (S 190) abgekürzt, die Staatsstraßen in Bayern mit der Buchstabenkombination St (St 2108).
Die Kilometrierung wird mit Stationszeichen markiert. Beginn und Ende von Landesstraßenabschnitten sind mit sogenannten Netzknoten-Nummern bezeichnet. Damit ist die Lokalisierung eindeutig, was beispielsweise für die schnelle Hilfe bei Unfällen wichtig ist. Auf dem Schild sind die vorgenannten Nummern am oberen Rand angegeben. Diese lassen außerdem die Richtung erkennen, wo die Stationierungsnummern liegen. Im Beispiel des Bildes also links von Nr. 6608 039 nach 6608 023 rechts. Unten rechts auf dem Schild steht die Stationierungsrichtung. Sie verläuft in unserem Beispiel von rechts nach links und gibt an, in welche Richtung die Straßenkilometer gezählt werden.
In manchen Ländern werden zur einfacheren Kennzeichnung der Straßenabschnitte Abschnittsnummern auf den Stationszeichen verwendet.

### Eigenschaften
In der baulichen Anlage weisen Landesstraßen tendenziell einen etwas geringeren Ausbauzustand als Bundesstraßen auf, die Fahrbahnquerschnitte sind im Allgemeinen kleiner. Im Einzelfall kann der Ausbau allerdings je nach Bauzeit und Verkehrsbedeutung variieren.
|  |  |

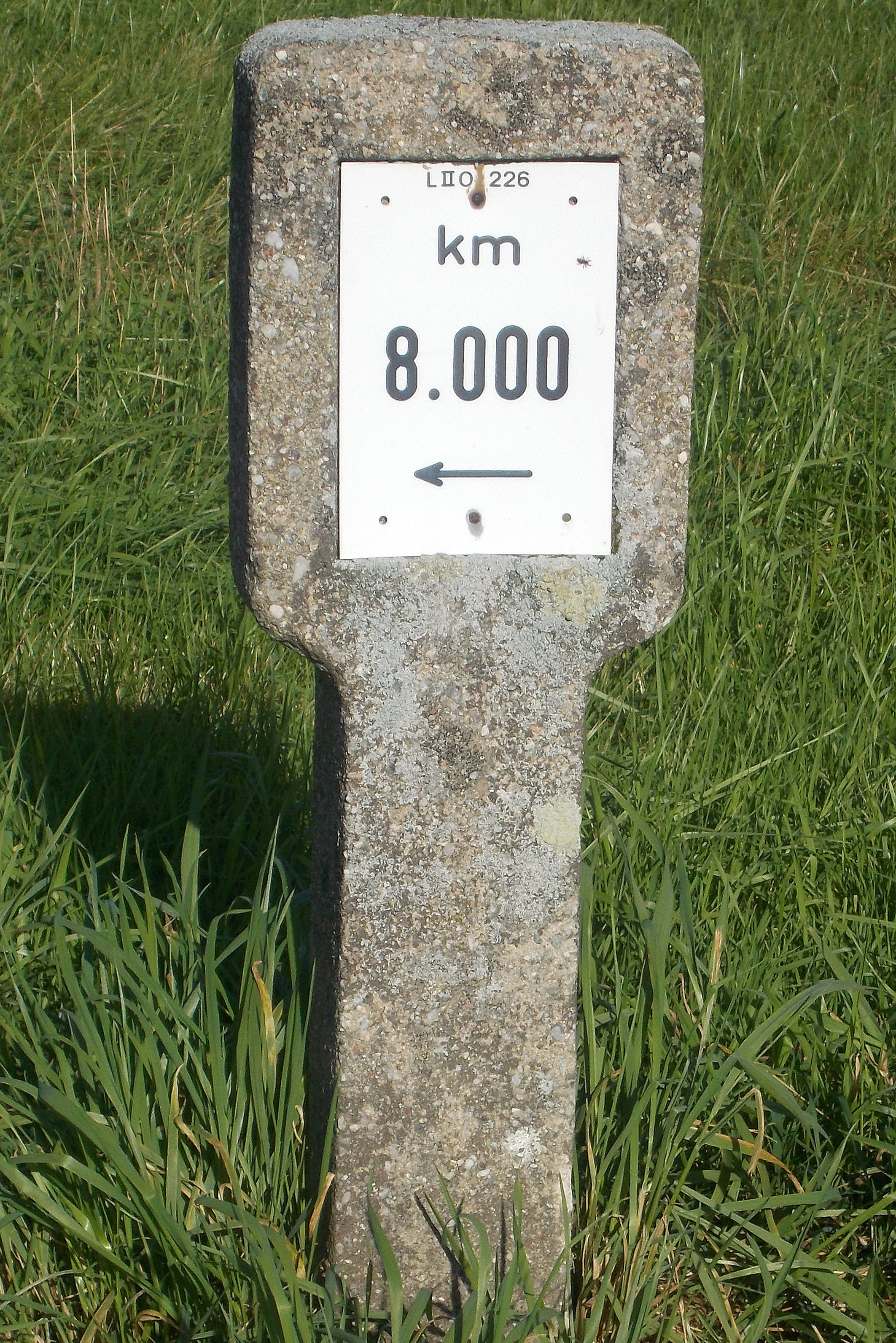
Ehemalige Landstraße II. Ordnung in Rammenau-Röderbrunn, Sachsen.

Aufgrund der Verteilung der Finanzmittel sind die Länder in der Regel bemüht, die stark ausgebauten Landesstraßen zu Bundesstraßen umzuwidmen, so dass Ausbau und Unterhalt aus dem Bundeshaushalt erbracht werden. Die Bundesstraßen sind jedoch in der Regel Verbindungen zwischen großen Städten (Oberzentren) und laufen sternförmig auf diese zu. Bei kreisförmigen Verbindungen von Satellitenstädten untereinander ist in der Regel keine Widmung als Bundesstraße zu erreichen, ebenso ist es schwierig, zusätzliche kurze Stichstraßen der Großstädte zu vorbeilaufenden Autobahnen in Bundeshoheit zu überführen.

### Situation in den ostdeutschen Ländern
Die DDR unterteilte bis zuletzt die den Fernverkehrsstraßen nachgeordneten Landstraßen in solche erster und zweiter Ordnung (LIO, LIIO), wie es 1934 eingeführt worden war (siehe oben). Nach der deutschen Wiedervereinigung wurden diese Straßen in der Regel ohne Rücksicht auf ihren Zustand zu Landesstraßen. Thüringen wandelte zum Beispiel die LIO 27 in die L 1027 um und Landstraßen zweiter Ordnung erhielten dort dementsprechend 2000er-Nummern.
Auf Grund des sparsamen Ausbaus des überörtlichen Straßennetzes in der DDR gibt es in den ostdeutschen Ländern einige Wirtschaftswege und Straßen mit wassergebundener Deckschicht. Mitunter verfiel eine von zwei Parallelstraßen oder aufgrund untergeordneter Verkehrsbedeutung die Verbindungen zwischen diesen. So bestehen formal Landesstraßen wie die L 208 zwischen Burkersroda und Balgstädt in Sachsen-Anhalt, die die Vorschriften nicht erfüllen. Der Ausbau dieser Verbindungen ist wegen fehlender Finanzmittel der Länder und untergeordneter Verkehrsbedeutung kaum zu erwarten. Meist ist bei fehlender Bedeutung eine Umwidmung vorgesehen.

## Österreich
In Österreich sind heute alle übergeordneten Straßen, außer den von der ASFINAG verwalteten Autobahnen und Schnellstraßen, Landesstraßen. Auch die ehemaligen Bundesstraßen B sind Landesstraßen, da sie seit 2002 in die Kompetenz der Länder fallen.
Die Bezeichnung erfolgt für ehemalige Bundesstraßen, außer in Vorarlberg, mit dem schon früher vorangestellten B. Die weiteren Landesstraßen werden mit einem vorangestellten L bezeichnet. Auf Verkehrsschildern werden die Kürzel im Unterschied zu Bundesstraßen A und S meist nicht angeführt. Bezeichnungen mit wenig Ziffern weisen auf eine höhere Bedeutung im Straßennetz hin. Die vormals in mehreren Ländern verwendete Bezeichnung höherrangiger Landesstraßen als Landeshauptstraßen (LH) findet sich vereinzelt noch in Straßenkarten und Ortsplänen und der Klasse Hauptstraße A in Wien (Hauptstraße B sind die höherrangigen ehemaligen Bundesstraßen)

## Italien
Die Strade Provinciali (SP) werden in Südtirol als Landesstraßen (LS) bezeichnet.

## Polen

Die polnische DK 22 entspricht östlich der Oder vorwiegend der ehemaligen R 1

In Polen heißen die landesweiten Fernverkehrsstraßen, die den deutschen Bundesstraßen entsprechen, Droga krajowa, was sich wörtlich mit „Landesstraße“ übersetzen lässt.